# 3974-es busz
A 3974-es jelzésű autóbuszvonal Tiszaújváros és környékének egyik helyközi járata, amit a Volánbusz lát el Tiszaújváros és Tiszalúc között.

## Közlekedése
A keresztirányú járat Borsod-Abaúj-Zemplén vármegye egyik legnagyobb városát, a járásközpont Tiszaújvárost köti össze a 80-as vasútvonalon állomással rendelkező Tiszalúccal, útvonalára Kesznyétent is felfűzve. A járat érdekessége, hogy az utolsó tiszalúci és első kesznyéteni megállója között csaknem 10 kilométer található, de Kesznyéten és Tiszaújváros között is 6 kilométeren át nem áll meg, ennek oka, hogy a Sajó és egyéb folyók árterében nincsenek települések. Az első, reggeli járat a MOL-üzemtől indul Tiszalúcra. Napi fordulószáma alacsony.
A kesznyéteni Sajó-híd felújítása miatt 2018. augusztus 1-től a járaton a forgalom szünetel, először Sajólád felé, 3972-es menetrendi számmal kerültek a buszok, majd szeptember 7-től a 3992-es busz járatai a Muhi és Köröm közti ideiglenes pontonhídon keresztül utazhatunk. A felújítás befejezése után a buszok feltehetően visszatérnek a kesznyéteni hídra.

## Megállóhelyei
| 0  | Tiszaújváros, MOL autóbusz-váróterem végállomás | ∫  | 1450, 3731, 3733, 3744, 3745, 3950, 3952, 3960, 3963, 3964, 3965, 3966, 3968, 3970, 3971, 3975, 4008, 4484                                                                                           |
| 1  | Tiszaújváros, bejárati út                       | ∫  | 2 1341, 1369, 1370, 1372, 1424, 1426, 1450, 3731, 3733, 3739, 3744, 3745, 3950, 3952, 3960, 3963, 3964, 3965, 3968, 3970, 3971, 3975, 4008, 4484                                                     |
| 2  | Tiszaújváros, autóbusz-állomás                  | 10 | 1, 1A, 2, 3 1057, 1341, 1369, 1370, 1372, 1374, 1424, 1427, 3731, 3733, 3734, 3737, 3739, 3744, 3745, 3752, 3950, 3952, 3960, 3963, 3964, 3965, 3966, 3967, 3968, 3969, 3970, 3971, 3975, 4008, 4484 |
| 3  | Kesznyéten, templom                             | 9  | 3731, 3733, 3785 |
| 4  | Kesznyéten, Táncsics utca                       | 8  | 3731, 3733, 3785 |
| 5  | Tiszalúc, Petőfi út                             | 7  | |
| 6  | Tiszalúc, Művelődési ház                        | 6  | 3788 |
| 7  | Tiszalúc, óvoda                                 | 5  | 3788 |
| 8  | Tiszalúc, Szabadság utca 2.                     | 4  | 3788 |
| 9  | Tiszalúc, Alkotmány utca 89.                    | 3  | 3788 |
| 10 | Tiszalúc, Alkotmány utca 95.                    | 2  | 3788 |
| 11 | Tiszalúc, Alkotmány utca 121.                   | 1  | 3788 |
| 12 | Tiszalúc, autóbusz-forduló végállomás           | 0  | 3788 |